# 88705 Potato
88705 Potato è un asteroide della fascia principale. Scoperto nel 2001, presenta un'orbita caratterizzata da un semiasse maggiore pari a 3,1130651 UA e da un'eccentricità di 0,0851164, inclinata di 10,02351° rispetto all'eclittica.